# Luna Kaufman
Luna Kaufman (ur. 28 listopada 1926 w Krakowie) – zamieszkała w Stanach Zjednoczonych działaczka żydowskiego pochodzenia na rzecz porozumienia i wzajemnej tolerancji religijnej, autorka książki autobiograficznej, posiadaczka tytułu doktora honoris causa Seton Hall University, wykładowczyni.

## Życiorys
Luna Kaufman (Fuss) urodziła się w 1926 roku w Krakowie. Jej ojciec, Marek Fuss, był przedsiębiorcą, matka zaś, Maria Schneider Fuss, księgową. Wybuch II wojny światowej zastał Lunę rozpoczynającą naukę w krakowskim gimnazjum.
Rodzina została zmuszona przez nazistów do opuszczenia miasta, a wkrótce potem Luna z rodzicami i starszą siostrą trafiła do krakowskiego getta. Wojenne lata spędziła wraz z matką w obozach Plaszow, w Skarżysku i pod Lipskiem. Ojciec i siostra Luny zginęli w hitlerowskich obozach zagłady.
Po wyzwoleniu, Luna i jej matka wróciły do Krakowa. Luna uzyskała w przyspieszonym trybie średnie wykształcenie, a jesienią 1946 rozpoczęła studia na Uniwersytecie Jagiellońskim i w Konserwatorium Muzycznym, które ukończyła w 1950 roku. Po ukończeniu studiów Luna i jej matka wyemigrowały do Izraela, gdzie w 1951 roku poślubiła Alexa Kaufmana, chemika, i w 1952 roku wyjechała z nim do Stanów Zjednoczonych.
W 1974 Luna Kaufman została prezeską Environmental Acoustical Resources Inc, firmy specjalizującej się w ochronie słuchu w przemyśle. Angażując się nieprzerwanie w życie społeczności żydowskiej, kilka lat później została pierwszą kobietą prezydentem Świątyni Sholom w Plainfield. W trakcie swojej kadencji przeprowadziła renowację budynków kongregacji wraz z budynkiem szkoły religijnej.
Zakończenie odbudowy Świątyni Sholom w 1982 roku uczczone zostało uroczystym odsłonięciem, będącej pomnikiem Holokaustu, rzeźby „Płomień”, autorstwa Natana Rapaporta. Rzeźbę obecnie można oglądać w Museum Of Jewish Heritage w Nowym Jorku. W czasie uroczystości gubernator Thomas H. Kean ogłosił utworzenie New Jersey Commission on Holocaust Education (Komisja Edukacji o Holokauście w New Jersey), w której powstanie Luna Kaufman wniosła istotny wkład oraz w której zasiadała przez kolejne dziesięć lat.
Luna Kaufman przyczyniła się, jako przewodnicząca komitetu, do powstania Pomnika ku Chwale Wyzwolicieli Obozów autorstwa Nathana Rapaporta, który znajduje się w Jersey City, w stanie New Jersey.
Pracując dla licznych organizacji kombatanckich, Luna Kaufman mianowana została Honorową Przewodniczącą Jewish War Veterans Holocaust Committee.
W latach 80. XX wieku objęła, jako pierwsza kobieta, stanowisko prezesa New Jersey State Opera w Newark.
Współpracując z burmistrzem Newark przyczyniła się do otwarcia w 1997 New Jersey Performing Arts Center.
Zdeklarowana do walki z uprzedzeniami, Luna jest członkiem Ligi Antydefamacyjnej, pracowała jako przewodnicząca Rady Doradczej Drew University Holocaust Center oraz jako członkini zarządu American Gathering of Holocaust Survivors. Pracuje na rzecz organizacji ekumenicznych i międzyrasowych, prowadzi także wykłady o Holocauście. Pracuje nad budowaniem i pogłębianiem relacji między chrześcijanami, żydami oraz muzułmanami, wzajemnym zrozumieniem, tolerancją, umacnianiem i szerzeniem wolności wyznania.
Po latach przewodniczenia Luna Kaufman została emerytowaną członkinią zarządu Sister Rose Thering Fund w Seton Hall University w New Jersey, fundacji, której celem jest wzajemne porozumienie między religiami.
Jej wspomnienia zostały sfilmowane przez kilka archiwów, w tym Uniwersytetu Yale, Kean US Holocaust Memorial Museum w Waszyngtonie i Stevena Spielberga Ocaleni z Fundacji Historii Wizualnej Shoah.
W 2009 opublikowała swoją  biografię „Luna’s Life: A Journey of Forgiveness and Triumph”.
Jest matką trójki dzieci i babcią sześciorga wnucząt.

## Odznaczenia
W 2009 otrzymała doktorat honoris causa jednej z największych uczelni katolickich w Stanach Zjednoczonych, Seton Hall University.
Nagrody literackie:
- Ben Franklin Award[5]
- National Best Books Award[6]
- Living Now Book Award[7]

W 2011 roku uhonorowana została Krzyżem Kawalerskim Orderu Zasługi Rzeczypospolitej Polskiej, otrzymanym z rąk Prezydenta RP, Bronisława Komorowskiego za działalność na rzecz dialogu i pojednania chrześcijańsko-żydowskiego.

## Publikacje książkowe
Luna’s Life: A Journey of Forgiveness and Triumph (2009)